# Gammbodtjärnarna (Själevads socken, Ångermanland, 704106-163954)
Gammbodtjärnarna är en sjö i Örnsköldsviks kommun i Ångermanland och ingår i Moälvens huvudavrinningsområde. Sjön har en area på 0,0288 kvadratkilometer och ligger 212 meter över havet.

## Delavrinningsområde
Gammbodtjärnarna ingår i det delavrinningsområde (704172-163814) som SMHI kallar för Mynnar i Forssjön. Medelhöjden är 231 meter över havet och ytan är 11,74 kvadratkilometer. Det finns inga avrinningsområden uppströms utan avrinningsområdet är högsta punkten. Härktjärnbäcken som avvattnar avrinningsområdet har biflödesordning 3, vilket innebär att vattnet flödar genom totalt 3 vattendrag innan det når havet efter 45 kilometer. Avrinningsområdet består mestadels av skog (95 procent). Avrinningsområdet har 0,35 kvadratkilometer vattenytor vilket ger det en sjöprocent på 3 procent.